# Ozero Tenteksor (saltsjö i Kazakstan, Qostanaj, lat 52,38, long 62,84)
Ozero Tenteksor (kazakiska: Tenteksor Köli) är en saltsjö i Kazakstan.   Den ligger i oblystet Qostanaj, i den nordvästra delen av landet, 600 km väster om huvudstaden Astana. Arean är 24,6 kvadratkilometer.